# 1969 en arts plastiques
| Années des arts plastiques : 1966 - 1967 - 1968 - 1969 - 1970 - 1971 - 1972    |
| Décennies des arts plastiques : 1930 - 1940 - 1950 - 1960 - 1970 - 1980 - 1990 |

Cette page concerne l'année 1969 en arts plastiques.

## Œuvres
- 1er mai : première publication du groupe Art and Language.

## Événements
- Quand les attitudes deviennent forme (When attitudes become form : live in your head), exposition organisée par Harald Szeemann à la Kunsthalle de Berne.

## Naissances
- 10 janvier : Sandra Ramos, peintre, graveuse, collagiste cubaine.

- Date inconnue :
  - Gil Hautois, peintre et sculpteur belge.
  - Gisela Hochuli, artiste contemporaine suisse.
  - Invader, artiste urbain français,
  - Urmo Raus, peintre estonien,
  - Benjamin Spark, artiste urbain franco belge,
  - Tayeba Begum Lipi, artiste multimédia bangladaise.

## Décès
- 8 janvier : Gérard Cochet, peintre et graveur français (° 13 octobre 1888),
- 30 janvier : Achille Capliez, peintre français (° 22 mai 1880),
- 4 février : Léonard Bordes, peintre français (° 14 mai 1898),
- 16 février : Abel Villard, peintre et industriel français (° 4 janvier 1871),
- 19 février : Elisabetta Keller, peintre suisse (° 6 juillet 1891),
- 1er mars : Hédi Turki, peintre tunisien (° 1902 ou 1903),
- 5 mars : Raymond Besse, peintre français (° 26 décembre 1899),
- 14 mars : Ben Shahn, peintre, photographe et professeur américain d'origine lituanienne (° 12 septembre 1898),
- 25 mars : Elin Wallin, peintre et dessinatrice suédoise (° 29 décembre 1884),
- 27 mars : Gaston Lavrillier, médailleur, peintre et sculpteur français (° 13 novembre 1890),
- 31 mars : Botong Francisco, peintre et muraliste philippin (° 4 novembre 1912),
- 3 avril :Adele Younghusband, peintre et photographe néo-zélandaise (° 3 avril 1878),
- 7 avril : Louis-Aimé Lejeune, sculpteur français (° 22 janvier 1884),
- 8 avril : René Quillivic, sculpteur, peintre, graveur et céramiste français (° 13 mai 1879),
- 9 avril : Raoul Dastrac, peintre français (° 9 octobre 1891),
- 11 avril : Émile Théodore Frandsen, peintre franco-danois (° 14 juin 1902),
- 13 avril : Édouard Goerg, peintre, graveur et illustrateur expressionniste français (° 9 juin 1893),
- 19 avril : Paul Doll, peintre, illustrateur et décorateur français (° 29 avril 1894),
- 22 avril : Yves Alix, peintre, graveur et écrivain français (° 19 août 1890),
- 4 mai : Éliane Petit de La Villéon, peintre, graveuse et sculptrice française (° 11 février 1910),
- 5 mai : Anton Manastirski, peintre austro-hongrois puis soviétique (° 2 novembre 1878),
- 8 mai : Jean Fernand-Trochain, peintre français (° 21 janvier 1879),
- 11 mai : T. K. Padmini, peintre indienne (° 2 mai 1940),
- 12 mai : Karl Aegerter, peintre, dessinateur, graveur, muraliste, illustrateur et sculpteur suisse (° 16 mars 1888),
- 29 mai : André Nivard, peintre français (° 21 avril 1880),
- 4 juin : Joseph Stany Gauthier, peintre, architecte-décorateur, enseignant et conservateur de musée français (° 30 avril 1883),
- 12 juin : Alexandre Deïneka, peintre, graphiste et sculpteur soviétique (° 20 mai 1899),
- 23 juin : Hélène Perdriat, peintre figurative et graveuse française (° 27 juin 1889),
- 24 juin : Josef Honys, poète et peintre tchécoslovaque (° 10 novembre 1919),
- 8 juillet : Jan Bolesław Czedekowski, peintre polonais (° 22 février 1885),
- 9 juillet : Emerik Feješ, peintre serbe puis yougoslave (° 3 novembre 1904),
- 10 juillet : André Herviault, peintre français (° 23 mars 1884),
- 21 juillet : Lou Albert-Lasard, peintre française (° 10 novembre 1885),
- 25 juillet :
  - Victor Louis Cuguen, peintre français (° 24 août 1882),
  - Otto Dix, peintre allemand (° 2 décembre 1891),
- 2 août :
  - Francis Pasquier, peintre, dessinateur d'affiches et illustrateur français (° 22 juin 1901),
  - Charlotte Wankel, peintre norvégienne (° 12 mai 1888),
- 23 août : Lev Tchistovsky, peintre russe (° 25 mai 1902),
- 25 août : Pierre Matossy, peintre, graveur et affichiste français (° 15 avril 1891),
- 3 septembre : Marcel Pierre, sculpteur et peintre français (° 15 avril 1897),
- 11 septembre : Mario Cavaglieri, peintre italien (° 10 juillet 1887),
- 17 septembre : Renée Aspe, peintre française (° 3 octobre 1922),
- 18 septembre :
  - Gustave Corlin, peintre français (° 10 juin 1875),
  - Pierre Favier, peintre français (° 13 juillet 1899),
- 2 octobre : Noël Nouet, poète, peintre et dessinateur français (° 30 mars 1885),
- 7 octobre : Othon Coubine, peintre français (° 22 octobre 1883),
- 12 octobre : Serge Poliakoff, peintre français d'origine russe (° 8 janvier 1900),
- 14 octobre : Alfred Lavergne,  peintre français (° 28 novembre 1892),
- 15 octobre : Pablo Tillac, peintre, graveur, sculpteur et illustrateur français (° 14 avril 1880),
- 27 octobre : Valentin Držkovic, peintre impressionniste austro-hongrois puis tchécoslovaque (° 10 février 1888),
- 13 novembre : Vladimir Vladimirov, peintre et architecte russe puis soviétique (° 6 juillet 1886),
- 19 novembre : Léon Schulz, peintre, graveur, illustrateur, aquarelliste et sculpteur français (° 13 février 1872),
- 24 novembre : Jānis Kuga, peintre et scénographe letton (° 12 décembre 1878),
- 26 novembre : Édouard Cortès, peintre post-impressionniste français (° 6 août 1882),
- 7 décembre : Aurèle Barraud, peintre et graveur suisse (° 16 juin 1903),
- 8 décembre : Claire Bertrand, peintre et dessinatrice française (° 22 juin 1890),
- 12 décembre : Henri Lucien Joseph Buron, peintre et illustrateur français (° 5 août 1880),
- 20 décembre : Marcel Chotin, peintre et dessinateur français (° 24 avril 1888),
- 26 décembre : Jiří Šlitr, compositeur, pianiste, chanteur, acteur et peintre tchécoslovaque (° 15 février 1924),
- 29 décembre : Gotthard Schuh, peintre et reporter photographe suisse (° 22 décembre 1897),
- 30 décembre :
  - Angelina Beloff, peintre pleinairiste, graveuse, illustratrice de livres et auteure pour le théâtre de marionnettes mexicaine d'origine russe (° 23 juin 1879),
  - William Russell Flint, peintre et graveur britannique (° 4 avril 1880),
- 31 décembre : Maurice Félicien Jules Paul Blanchard, peintre français (° 14 janvier 1903),
- ? :
  - Paul Boesch, peintre et peintre héraldiste suisse (° 1889),
  - Anselme Boix-Vives, peintre français d'origine espagnole (° 1899),
  - Jean Chaperon, peintre, illustrateur et caricaturiste français (° 1887),
  - Okabe Shigeo, peintre japonais (° 1912),
  - Trần Quang Trân, peintre, artiste laqueur, dessinateur et illustrateur vietnamien (° 1900).